# Rivière Saint-Fond
Rivière Saint-Fond är ett vattendrag i Kanada.   Det ligger i provinsen Québec, i den östra delen av landet, 1 600 km norr om huvudstaden Ottawa.
Trakten runt Rivière Saint-Fond består i huvudsak av gräsmarker. Trakten runt Rivière Saint-Fond är nära nog obefolkad, med mindre än två invånare per kvadratkilometer.